# Japán mezeipacsirta
A japán mezeipacsirta (Alauda japonica) a madarak osztályának verébalakúak (Passeriformes) rendjébe és a pacsirtafélék (Alaudidae) családjába tartozó faj.
Egyes rendszerbesorolások mezei pacsirta (Alauda arvensis) alfajaként sorolják be Alauda arvensis japonica néven.
Magyar neve forrással nincs megerősítve, lehet, hogy az angol név tükörfordítása (Japanese Skylark).

## Előfordulása
Japán területén, valamint az Oroszországhoz tartozó Szahalin-sziget déli részén honos.